# VfL Halle 1896
VfL Halle 1896 is een Duitse voetbalclub uit de stad Halle en de oudste van de stad. Naast voetbal is de club ook actief in handbal, volleybal, tafeltennis en turnen.

## Geschiedenis
De club werd in 1896 onder de naam Hallescher Fußballclub von 1896 opgericht. In 1900 was de club medeoprichter van de DFB en ook van de VMBV (Verband Mitteldeutsche Ballspiel-Vereine). In 1909 was de club de eerste club in Duitsland die zijn eigen stadion kocht. In die tijd had de club het modernste sportcomplex van Midden-Duitsland. Op 4 september 1910 werd dit complex ingewijd met een galawedstrijd tegen VfB Leipzig, de toenmalige topclub uit het land, voor 10 000 toeschouwers. Op 23 september 1919 fuseerde de club met Kaufmännischen Turnverein Halle en speelde voortaan onder de naam VfL Halle von 1896. In april 1920 werd de fusie ongedaan gemaakt maar de nieuwe naam bleef evenwel behouden. Nadat alle sportverenigingen opgeheven werden na de Tweede Wereldoorlog werd op 10 november 1945 in het stadion van VfL SG Giebichenstein opgericht dat in 1949 de naam SG Genossenschaften Halle aannam. Van 1951 tot 1990, de vereniging van Duitsland stond de club bekend als BSG Empor Halle. Op 1 augustus 1990 nam de club de naam SV Empor Halle aan en op 4 juli 1991 opnieuw de oude naam VfL Halle 1896.
Hallescher FC was al snel succesvol en in 1905 won de club de titel van de VMBV Gauliga I (regio Halle-Leipzig). In 1907 werd de Saalegauliga opgericht en daar werd de club kampioen in 1908, 1909, 1913, 1917, 1918 en 1919. In 1917 en 1919 werd de club ook nog eens kampioen van Midden-Duitsland. Door de Eerste Wereldoorlog werd de eindronde om de landstitel pas in 1920 hervat waardoor de club deze kans op nationaal succes aan zich voorbij moest laten gaan.
In 1937 promoveerde de club naar de Gauliga, de toenmalige hoogste klasse en speelde daar tot 1944. In het DDR-tijdperk speelde de club echter in de lagere klassen. Enkel de jeugdafdeling was vrij succesvol in de jaren 50. In 1980 promoveerde de club naar de DDR-Liga (tweede klasse), maar kon het daar niet lang volhouden.
In 1995 werd de club met 14 punten voorsprong kampioen in de Landesliga Sachsen-Anhalt en promoveerde zo naar de Oberliga Nordost (vierde klasse). Na enkele seizoenen promoveerde de club in 1999 zelfs naar de Regionalliga Nordost. In 1997 en 1999 plaatste VfL zich voor de eerste ronde van de DFB-Pokal maar verloor daar telkens van respectievelijk Eintracht Frankfurt en FSV Mainz 05. In 1999/00 werd de club veertiende maar omdat de Regionalliga van vier reeksen naar twee herleid werd degradeerde de club.
Dan kreeg de club te kampen met financiële problemen en fusiegesprekken met Hallescher FC werden aangeknoopt, maar de grote verschillen tussen beide clubs verhinderden dit. Hierdoor degradeerde de club vrijwillig naar de Verbandsliga. In 2009 werd de club kampioen en promoveerde terug naar de Oberliga.

## Erelijst
Kampioen Saale
1908, 1909, 1913, 1917, 1918, 1919